# Устянська сільська рада (Кам'янець-Подільський район)
Устянська сільська́ ра́да — адміністративно-територіальна одиниця та орган місцевого самоврядування в Кам'янець-Подільському районі Хмельницької області. Адміністративний центр — село Устя.

## Загальні відомості
Устянська сільська рада утворена 10 березня 1960 року внаслідок об'єднання Великослобідської та Верхньопановецької сільських рад.
- Територія ради: 83,54 км²
- Населення ради станом на 2001 рік: 3 125 осіб (чоловіків — 1369, жінок — 1756)
- Територією ради протікають річки Смотрич, Дністер, Мукша

## Населені пункти
Сільській раді підпорядковані населені пункти:
- с. Устя
- с. Баговиця
- с. Велика Слобідка
- с. Мала Слобідка
- с. Тарасівка
- с. Цвіклівці Другі
- с. Шутнівці

## Склад ради
Рада складається з 20 депутатів та голови.
- Голова ради: Сидорук Юрій Григорович
- Секретар ради: Полотнянко Наталія Володимирівна

### Керівний склад попередніх скликань
| Прізвище, ім'я, по батькові | Основні відомості                                                                     | Дата обрання | Дата звільнення |
| --------------------------- | ------------------------------------------------------------------------------------- | ------------ | --------------- |
| Ткачук Валерій Семенович    | Сільський голова, 1955 року народження, член Всеукраїнського об'єднання «Батьківщина» | 26.03.2006   | 31.10.2010      |
| Сидорук Юрій Григорович     | Сільський голова, 1969 року народження, освіта вища                                   | 31.10.2010   |                 |

Примітка: таблиця складена за даними сайту Верховної Ради України

### Депутати
За результатами місцевих виборів 2010 року депутатами ради стали:

#### За суб'єктами висування
| Суб'єкт висування             | Кількість обраних депутатів | %  |
| ----------------------------- | --------------------------- | -- |
| Самовисування                 | 8                           | 40 |
| Партія регіонів               | 7                           | 35 |
| Народна партія                | 3                           | 15 |
| Партія «Справедливість»       | 1                           | 5  |
| Політична партія «Фронт Змін» | 1                           | 5  |

#### За округами
| № округу                      | Прізвище, ім'я, по батькові       | Дата визнання обраним | Освіта             | Партійна приналежність                        | Відомості про обраного депутата                                         |
| ----------------------------- | --------------------------------- | --------------------- | ------------------ | --------------------------------------------- | ----------------------------------------------------------------------- |
| Народна Партія                |                                   |                       |                    |                                               |                                                                         |
| 10                            | Гуменюк Василь Петрович           | 04.11.2010            | вища               | член Народної партії                          | Тепловоденергія, електрик                                               |
| 15                            | Свідерська Валентина Петрівна     | 04.11.2010            | середня            | член Народної партії                          | ТОВ «Стіомі Холдінг», робітник                                          |
| 16                            | Гуменюк Світлана Аркадіївна       | 04.11.2010            | середня спеціальна | позапартійна                                  | Устянська сільська рада, діловод                                        |
| Партія регіонів               |                                   |                       |                    |                                               |                                                                         |
| 1                             | Ткачук Ганна Василівна            | 04.11.2010            | вища               | позапартійна                                  | Управління праці та соціального захисту населення, начальник відділу    |
| 2                             | Андрейцев Валерій Григорович      | 04.11.2010            | середня            | позапартійний                                 | тимчасово не працює                                                     |
| 3                             | Романишин Володимир Володимирович | 04.11.2010            | середня спеціальна | позапартійний                                 | ТОВ «Андромеда», технік електронщик                                     |
| 6                             | Андрейцева Надія Володимирівна    | 04.11.2010            | середня            | позапартійна                                  | Районний територіальний центр, соціальний працівник                     |
| 12                            | Маринович Ольга Василівна         | 04.11.2010            | вища               | позапартійна                                  | Устняська сільська рада, бухгалтер                                      |
| 19                            | Мозолюк Галина Федорівна          | 04.11.2010            | середня спеціальна | член Партії регіонів                          | приватний підприємець                                                   |
| 20                            | Сподар Петро Костянтинович        | 04.11.2010            | середня            | позапартійний                                 | Кам'янець-Подільський національний університет ім. І. Огієнка, робітник |
| Партія «Справедливість»       |                                   |                       |                    |                                               |                                                                         |
| 7                             | Потапський Юрій Васильович        | 04.11.2010            | вища               | член Партії «Справедливість»                  | Кам'янець-Подільський ДАТУ, асистент                                    |
| Політична партія «Фронт Змін» |                                   |                       |                    |                                               |                                                                         |
| 4                             | Гаджула Олексій Васильович        | 04.11.2010            | вища               | позапартійний                                 | приватний підприємець                                                   |
| Самовисування                 |                                   |                       |                    |                                               |                                                                         |
| 5                             | Твердохліб Тарас Анатолійович     | 04.11.2010            | вища               | позапартійний                                 | тимчасово не працює                                                     |
| 8                             | Колосюк Роман Іванович            | 04.11.2010            | вища               | позапартійний                                 | тимчасово не працює                                                     |
| 9                             | Цибульська Лариса Петрівна        | 04.11.2010            | середня спеціальна | позапартійна                                  | Устянська сільська рада, секретар                                       |
| 11                            | Грабовський Юрій Валентинович     | 04.11.2010            | середня            | позапартійний                                 | тимчасово не працює                                                     |
| 13                            | Ткачук Валентин Григорович        | 04.11.2010            | середня            | позапартійний                                 | ТОВ «Стіомі-Холдінг», менеджер                                          |
| 14                            | Гаджула Надія Олександрівна       | 04.11.2010            | вища               | член Всеукраїнського об'єднання «Батьківщина» | Тарасівська загальноосвітня школа, директор                             |
| 17                            | Полотнянко Наталія Володимирівна  | 04.11.2010            | вища               | позапартійна                                  | Кам'янець-Подільська РДА, головний спеціаліст                           |
| 18                            | Гуменюк Володимир Володимирович   | 10.01.2011            | вища               | член Політичної партії «Сильна Україна»       | приватний підприємець                                                   |